# Verlengd weekend (film)
Verlengd weekend is een tragikomedie van Hans Herbots uit 2005 over twee arbeiders (Jos en Nico) die de sluiting van hun fabriek moeilijk kunnen verkroppen.
Het scenario werd geschreven door Pierre De Clercq en de film werd geproduceerd door Jean-Claude van Rijckeghem.

## Verhaal
Jos en Nico zijn onlangs hun werk kwijtgespeeld na de sluiting van hun fabriek. Ze besluiten om de slechte bedoelingen van de eigenaar (Christian Van den Heuvel) aan te tonen door deze op een weekend te gijzelen. Tijdens de gijzeling komt er echter onverwacht bezoek van de dochter van Jos, die de minnares is van Christian.

## Rolverdeling
| Acteur                | Personage                |
| --------------------- | ------------------------ |
| Koen De Bouw          | Christian Van den Heuvel |
| Jan Decleir           | Jos                      |
| Wouter Hendrickx      | Nico                     |
| Veerle Baetens        | Lisa                     |
| Peter Bastiaensen     | Marcel                   |
| Herman Boets          | Roger                    |
| Els Olaerts           | Martha                   |
| Mireille Leveque      | Christians vrouw         |
| Netty Vangheel        | Mamy                     |
| Sofie Van Moll        | Ine                      |
| Jessa Wildemeersch    | Kelly                    |
| Hans Van Cauwenberghe | Hoofdinspecteur Gert     |
| Klaas Nachtergaele    | Thomas                   |
| Werner Sels           | Brandweerman             |
| Geert Vanreusel       | Agent                    |
| Bente Volters         | Juliette                 |

## Prijzen
- 2006 - Plateauprijs - Beste Belgische cinematografie - Danny Elsen
- 2006 - Internationaal Filmfestival van Emden (D) - Trade Union Award
- 2006 - Internationaal Filmfestival van Emden (D) - Zilveren Bernard Wicki Award

### Nominaties
- 2006 - Plateauprijs - Beste Belgische acteur - Koen De Bouw